# 天山小甘菊
天山小甘菊（学名：Cancrinia tianschanica）为菊科小甘菊属的植物。分布在俄罗斯以及中国大陆的新疆等地，生长于海拔2,900米至3,100米的地区，常生于草甸、干山坡多石地或砾质河漫滩，目前尚未由人工引种栽培。